# Хлордиборан
Хлордибора́н — неорганическое соединение, 
хлорпроизводное диборана с формулой B2H5Cl,
бесцветный неустойчивый газ,
реагирует с водой.

## Получение
- Реакция избытка диборана с хлором:

{\displaystyle {\mathsf {B_{2}H_{6}+Cl_{2}\ {\xrightarrow {}}\ B_{2}H_{5}Cl+HCl}}}

## Физические свойства
Хлордиборан — бесцветный неустойчивый газ.

## Химические свойства
- Самопроизвольно разлагается:

{\displaystyle {\mathsf {6B_{2}H_{5}Cl\ {\xrightarrow {}}\ 5B_{2}H_{6}+2BCl_{3}}}}